# Dell
Dell (з 2016 року — Dell Technologies) — американська компанія, заснована в 1984 році, з головним офісом в Остіні, штат Техас. Один із провідних світових лідерів у галузі розробки й виробництва комп'ютерних систем, Dell виробляє сервери, системи зберігання даних, робочі станції, мережне устаткування, персональні комп'ютери, ноутбуки і КПК, принтери, багатофункціональні пристрої, монітори, проєктори, телевізори. Виробничі потужності компанії розташовані в Остіні (штат Техас, США), Нашвіллі (штат Теннессі, США), Ельдорадо до Сул (Бразилія), Лодзі (Польща), Пінанзі (Малайзія) і Сямині (КНР). Генеральним директором Dell Inc. є її засновник Майкл Делл.

## Історія

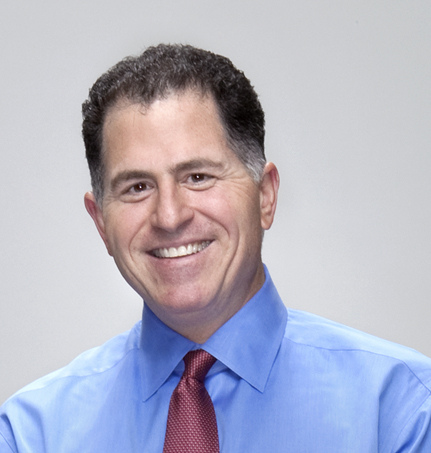
Майкл Делл

Компанія Dell веде свій початок з 1984 року, коли Майкл Делл, будучи студентом Техаського університету в Остіні, створив Dell Computer Corporation, яка в той час працювала як PC's Limited. Штаб-квартира в гуртожитку продавала комп'ютери, сумісні з ПК, побудовані із запасних компонентів. Отримавши від своєї родини 1000 доларів капіталу для збільшення, Делл кинув школу, щоб постійно зосередитись на своєму новоствореному бізнесі. У 1985 році компанія випустила перший комп'ютер власної розробки — Turbo PC, який продався за 795 доларів. Компанія PC's Limited рекламувала свої системи в національних комп'ютерних журналах для продажу безпосередньо споживачам і збирала кожен замовлений пристрій на замовлення відповідно до вибору варіантів. За перший рік роботи компанія заробила понад 73 мільйони доларів.
У 1986 році Майкл Делл запросив Лі Вокера, 51-річного венчурного капіталіста, на посаду президента й головного операційного директора, щоб він був наставником Делла й реалізував його ідеї щодо розвитку компанії. Вокер також сприяв набору членів до ради директорів, коли компанія стала публічною в 1988 році. Вокер пішов у відставку в 1990 році за станом здоров'я, після чого Майкл Делл найняв Мортона Майерсона, колишнього генерального директора та президента Electronic Data Systems, щоб перетворити фірму середнього розміру на компанію вартістю мільярд доларів.
У 1987 році компанія змінила назву на Dell Computer Corporation і почала глобальне розширення. У червні 1988 р. ринкова капіталізація Dell Computer зросла на 30 млн, сягнувши 80 млн доларів США після первинного публічного розміщення 3,5 млн акцій 22 червня за 8,50 доларів за акцію. У 1992 році журнал Fortune включив Dell Computer Corporation до списку 500 найбільших компаній світу, що зробило Майкла Делла наймолодшим генеральним директором компанії зі списку Fortune 500 на той час.
У 1993 році, щоб доповнити власний канал прямих продажів, компанія Dell планувала продавати ПК у великих роздрібних мережах, як-от Wal-Mart, що принесло б додатково 125 мільйонів доларів (еквівалент 238 100 000 доларів у 2023 році) річного доходу. Консультант Bain Кевін Роллінз переконав Майкла Делла відмовитися від цих угод, уважаючи, що в довгостроковій перспективі вони не принесуть прибутку. Маржа в роздрібній торгівлі була в кращому випадку незначною, і компанія Dell залишила канал реселерів у 1994 році. Незабаром Роллінз став повноцінним співробітником Dell, а зрештою — президентом і виконавчим директором компанії.

### Зростання в 1990-х— на початку 2000-х
Спочатку компанія «Dell» не робила акцент на споживчому ринку через вищі витрати та низьку норму прибутку при продажу фізичним особам та домашнім господарствам; це змінилося, коли Інтернет-сайт компанії злетів у 1996 та 1997 рр. Поки середня ціна продажу для приватних осіб знижувалась, компанія «Dell» зростала, оскільки покупці комп'ютерів, які вдруге та втретє купували комп'ютери, хотіли потужних комп'ютерів з багатьма функціями, однак була потрібна значна технічна підтримка при виборі «Dell». Компанія «Dell» знайшла можливість серед підкованих до ПК людей, яким сподобалася зручність прямого придбання, налаштування свого ПК під свої можливості та доставки за лічені дні. На початку 1997 року компанія «Dell» створила внутрішню групу продажів та маркетингу, присвячену обслуговуванню внутрішнього ринку та представила лінійку продуктів, розроблену спеціально для окремих користувачів.
З 1997 по 2004 рік, компанія «Dell» стабільно зростала і завоювала частку ринку у конкурентів навіть під час падіння промисловості. У той же період конкуруючі постачальники ПК, такі як Compaq, Gateway, IBM, Packard Bell та AST Research, боролись і врешті-решт покинули ринок або були викуплені. «Dell» перевершила Compaq і стала найбільшим виробником ПК у 1999 році. Операційні витрати склали лише 10 відсотків доходу «Dell» у 2002 році на 35 мільярдів доларів порівняно з 21 відсотками доходів у Hewlett-Packard, 25 відсотків у Gateway та 46 відсотків у Cisco. У 2002 році, коли Compaq об'єднався з Hewlett-Packard (четверте місце — виробник ПК), нещодавно об'єднаний Hewlett-Packard зайняв перше місце, але склав зусилля, і «Dell» незабаром відновила свою позицію. Компанія «Dell» зростала найшвидше на початку 2000-х років.
За даними Consumer Reports, компанія «Dell» досягла та підтримувала найвищий рейтинг надійності ПК та обслуговування клієнтів / технічної підтримки протягом середини-кінця 1990-х — 2001 року безпосередньо перед випуском Windows XP.
У 1996 році компанія «Dell» почала продавати комп'ютери через свій вебсайт.
У середині 1990-х компанія «Dell» вийшла за межі настільних комп'ютерів та ноутбуків, продаючи сервери, починаючи з серверів низького класу. Основними трьома постачальниками серверів на той час були IBM, Hewlett-Packard і Compaq, багато з яких базувались на власній технології, такі як мікропроцесори IBM4 Power4 або різні власні версії операційної системи Unix. Нові сервери PowerEdge від компанії «Dell» не вимагали великих вкладень у власні технології, оскільки вони працювали на Microsoft Windows NT на мікросхемах Intel, і їх можна було побудувати дешевше своїх конкурентів. Отже, доходи підприємств «Dell», яких майже не було в 1994 р., Становили 13 відсотків від загального обсягу споживання компанії до 1998 р. Через три роки компанія «Dell» виставила Compaq, як провідного постачальника серверів на базі Intel із 31 % ринку. Перше придбання компанії «Dell» відбулося в 1999 році з придбанням ConvergeNet Technologies за 332 мільйони доларів, після того, як «Dell» не спромоглася самостійно розробити корпоративну систему зберігання; Елегантна, але складна технологія ConvergeNet не відповідала бізнес-моделі виробника товарів «Dell», що змусило компанію «Dell» записати всю вартість придбання.
У 2002 році компанія «Dell» розширила свою лінійку продуктів, включивши телевізори, портативні пристрої, цифрові аудіоплеєри та принтери. Голова та генеральний директор Майкл Делл неодноразово блокував спробу президента та виконавчого директора Кевіна Роллінза зменшити важку залежність компанії від ПК, яку Роллінс хотів виправити придбанням корпорації EMC.
У 2003 році компанія була перейменована просто на «Dell Inc.», щоб визнати розширення компанії за межі комп'ютерів.
У 2004 році Майкл Делл подав у відставку з посади генерального директора, зберігаючи посаду Голови, передаючи титул Генерального директора Кевіну Роллінзу, який був президентом та операційним директором з 2001 року. Під керівництвом Роллінза, компанія «Dell» придбала Alienware, виробника висококласних ПК, орієнтованих головним чином на ігровий ринок.
Станом на 2008 рік 51 % доходів компанії «Dell» зосереджено на американському ринку. Загальна чисельність персоналу «Dell» складала — 65,2 тис. осіб.

### Сучасний стан
12 жовтня 2015 року, компанія «Dell» підписала угоду про придбання мультинаціональної корпорації EMC за $67 млрд, що було найбільшою угодою в історії ІТ-індустрії. Угода була завершена 7 вересня 2016 року, Dell та EMC стали дочірніми структурами нової компанії «Dell Technologies».
26 серпня 2022 року, під час повномасштабного вторгнення РФ до України, компанія оголосила про звільнення всіх працівників у РФ та про повне припинення роботи в країні-агресорі.
На початку лютого 2023 року, в компанії «Dell Technologies» заявили про різке падіння попиту на персональні комп'ютери, що спонукало компанію скоротити 6650 працівників.
На початку серпня 2023 року, за повідомленням DataCenter Dynamics, компанія «Dell Technologies» оголосила про нову хвилю звільнень, яка торкнеться ключових фахівців із продажу. За результатами 1 кварталу 2023 року прибуток компанії «Dell Technologies» скоротився на 20 % у порівнянні з аналогічним періодом минулого року і склав $17,8 млрд.
Станом на 2 лютого 2024 року в компанії «Dell Technologies» було майже 120 тис. співробітників, порівняно зі 126 тис. роком раніше. Звільнення 6650 працівників відбулося після того, як відбулося падіння попиту на персональні комп'ютери та зниження прибутку на 11 % в IV кв. 2023 року.
На початку серпня 2024 року, вище керівництво «Dell Technologies», з метою прискорення зростання на ринку, зосередження уваги на розвитку IT і систем штучного інтелекту, оголосило про чергове скорочення штату на 10 %, що еквівалентно 12 500 співробітникам. Скорочення є частиною загальної стратегії компанії щодо зниження чисельності співробітників нижче 100 000 осіб. Інформація про звільнення з’явилася після того, як Intel оголосила про скорочення 15 000 робочих місць, що призвело до падіння акцій компанії на 26 %. Минулого року Dell планувала скоротити штат на 5 %, але фактично зменшила його на 13 000 осіб.

## Діяльність

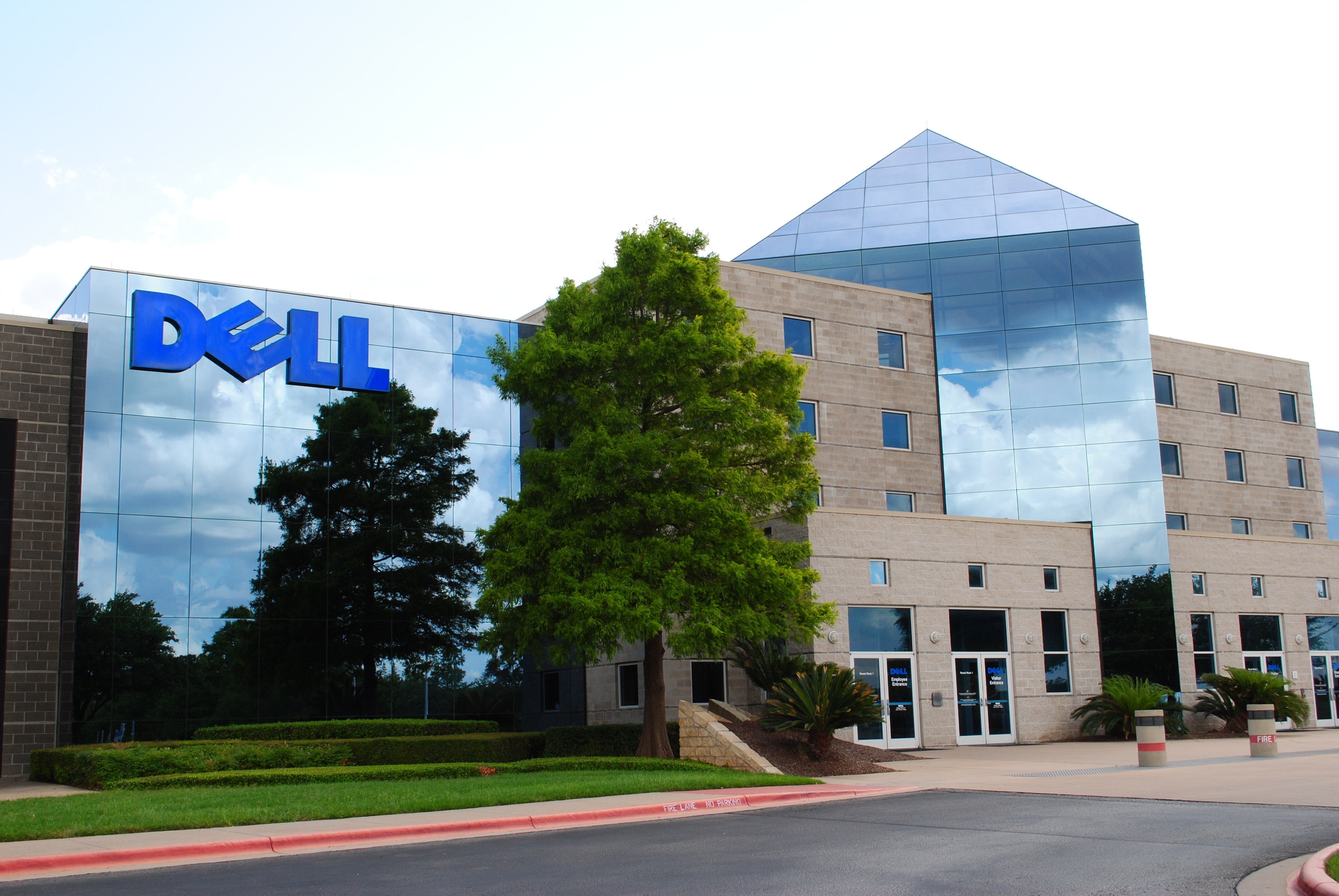
Штаб-квартира Dell

Компанія «Dell» розробляє, виготовляє, продає та обслуговує широкий набір моделей персональних комп'ютерів, ноутбуків, серверів, моніторів, пристроїв зберігання даних, мережного обладнання, КПК та іншого апаратного забезпечення.

## Делл Україна
Товариство з обмеженою відповідальністю «Делл Україна» зареєстроване 27 квітня 2007.
У 2008 році, компанія «Dell» в особі ТзОВ «Делл Україна» вступила до Асоціації підприємств інформаційних технологій України.
Національний банк України, починаючи з 1993 року, створив на базі серверів «Dell» свою інфраструктуру. Станом на грудень 2009 року, в НБУ працювало більш 700 серверів «Dell». На десктопах OptiPlex побудована клієнтська інфраструктура компаній «Укренерго» та «УкрАероРух». Сервери та системи зберігання даних Dell забезпечують ІТ-інфраструктуру «Державного реєстру виборців» Центральної виборчої комісії.
В «Укрзалізниці» була створена унікальна однорідна інфраструктура виключно на устаткуванні «Dell». Свій перший сервер «Dell» «Укрзалізниця» придбала ще в 1993 році.
В Україні клієнтами «Dell» є також представництва більше 100 західних корпорацій.

## Виноски
1. ↑  Global LEI index
2. 1 2 3 4 5 6 7  https://www.sec.gov/Archives/edgar/data/1571996/000157199621000014/proxystatementforfy12921.htm
3. ↑  https://investors.delltechnologies.com/board-member/david-grain
4. 1 2 3  Форма 10-K — 2023.
5. ↑  https://www.statista.com/statistics/264917/number-of-employees-at-dell-since-1996/
6. ↑  Один з найбільших виробників комп'ютерів назавжди йде з РФ. РБК-Украина (рос.). Процитовано 26 серпня 2022.
7. ↑  Dell звільнить 6650 працівників через падіння продажів комп'ютерів. // Автор: Катерина Колонович. 06.02.2023
8. ↑  Dell звільнить тисячі співробітників через падіння попиту на персональні комп'ютери, - Bloomberg. РБК-Украина (укр.). Процитовано 13 лютого 2023.
9. ↑  Dell має намір скоротити відділ продажу та закликає партнерів підвищити торговельну активність. // Автор: Артем Житкевич. 08.08.2023
10. ↑  Dell reduces workforce as part of broader cost cuts. // By Reuters. March 26, 2024, 12:48 AM GMT+2
11. ↑  Dell звільнила тисячі співробітників через спад продажів ПК. // Автор: Артем Житкевич. 26.03.2024
12. ↑  DELL звільнить 12 500 співробітників. // Автор: Микола Шелудько. August 8th, 2024
13. ↑  Dell: Яскраві проєкти 2009 року. [Архівовано 23 січня 2010 у Wayback Machine.] (рос.) Блог Дмитра Пильтяя